# Совет племён Анбара
Совет племён Анбара (араб . مجلس عشائر الأنبار), также называемый «Племенными революционерами» (ثوار العشائر) — союз иракских арабских суннитских племен, сформированных в декабре 2013 года в провинции Аль-Анбар во время войны в Ираке.

## История
Группа была сформирована в декабре 2013 года, в начале боёв за Анбар против шиитского правительства Нури аль-Малики . 4 января 2014 года группировка полностью захватила Фаллуджу и часть Рамади.
В то время как большинство других суннитских группировок стремились свергнуть иракское правительство, Совет племени Анбар был сосредоточен на захвате Анбара и создании своего собственного региона без вмешательства иракского правительства.
Группировка принимала участие в наступлении на севере Ирака в 2014 году, а ее основатель и лидер Али Хатем аль-Сулейман утверждал, что боевики «Исламского государства» составляют лишь 5–7% антиправительственных сил. Он также утверждал, что его группировка смогла бы победить «Исламское государство», если бы правительство Малики вывело правительственные войска из северного и северо-центрального Ирака. Однако он также заявил, что его группа не будет бороться с «Исламским государством» до тех пор, пока Малики не уйдет со своего поста и суннитам не будут предоставлены их права.
Группировка распалась в начале 2015 года после битвы за Рамади, в ходе которой «Исламское государство» захватило все ее земли и уничтожило ее живую силу. Али Хатем аль-Сулейман бежал в автономный Курдистан.